# Jenny Shimizu
Jenny Lynn Shimizu (nascida em 16 de junho de 1967) é uma modelo e atriz norte-americana de San Jose, Califórnia.

## Carreira
Enquanto trabalhava como mecânica, Shimizu foi abordada para ser modelo dos anúncios de fragrâncias Calvin Klein CK1 e Calvin Klein. Ela mais tarde foi destaque na campanha da Banana Republic "American Beauty". Ela se tornou a primeira modelo asiática a andar para a passarela altamente influente, a Prada.
Shimizu interpretou uma das principais personagens do filme Foxfire, ao lado de Angelina Jolie. Ela também teve um papel coadjuvante no filme Itty Bitty Titty Comitê (2007). Shimizu apareceu na terceira temporada da série Dante's Cove.

## Vida pessoal
Shimizu nasceu em San Jose, Califórnia e cresceu em Santa Maria.
Em meados da década de 1990, Shimizu estava brevemente em um relacionamento com Ione Skye.
Em janeiro de 2007, Shimizu descreveu um relacionamento íntimo que ela teve com Madonna, alegando que Madonna iria levá-la para destinos em todo o mundo por relações sexuais. "Eu era o seu segredo disponível a qualquer hora do dia ou da noite para sessões de sexo secreto." Ela também teve um relacionamento romântico com Angelina Jolie, com Jolie dizendo: "Eu me apaixonei por ela no primeiro segundo em que a vi". "Eu provavelmente teria se casado com Jenny se eu não tivesse se casado com meu [primeiro] marido (Jonny Lee Miller)".